# Керстен, Феликс
Эдуард Александер Феликс Керстен (нем. Eduard Alexander Felix Kersten; 30 сентября 1898, Тарту, тогда Юрьев — 16 апреля 1960, Хамм) — личный массажист Генриха Гиммлера (до и во время Второй мировой войны). Керстен использовал своё положение, чтобы помочь людям, преследуемым нацистами. Благодаря ему были спасены десятки тысяч людей (главным образом в последние недели войны).
Эта его деятельность была проверена специальной комиссией, созданной голландским правительством (с участием историка и сотрудников МИД) в 1949 году, в результате чего он стал гранд-офицером ордена Оранских-Нассау. Также его деятельность обсуждалась на дебатах в Риксдаге 29 апреля 1953 года, в итоге чего он в октябре того же года получил шведское гражданство.
В 1956 году выдвигался на Нобелевскую премию мира. Позже (уже после его смерти) исследователи обнаружили, что часть его документов была сфабрикована.

## Биография
Родился 30 сентября 1898 в Юрьеве (ныне — Тарту, Эстония) в крестьянской семье. Учился в сельскохозяйственном институте в Хольштейне, работал управляющим крупной фирмы в Анхальте.
С 1919 года служил в финской армии, принимал участие в подавлении революции в Финляндии, получил финское гражданство, Керстен интересовался медициной и в Финляндии и Берлине изучал искусство массажа и мануальной терапии.
У самого Керстена были проблемы с щитовидной железой, к тому же он страдал от ожирения.
Керстен был учеником оккультиста и мануального терапевта из Тибета по имени Ко.
Тот учил его медитации и упражнениям, напоминающим йогу. После нескольких месяцев тренировок они стали совместно принимать пациентов.
Керстен и Ко в течение ряда лет работали как партнеры, приобретая все большую известность. Но доктор Ко вернулся в Тибет, так как верил в астрологию, которая предсказала ему скорую смерть. Керстен продолжил практику самостоятельно.
В марте 1939 он получил приглашение поработать массажистом у Генриха Гиммлера. Гиммлер с юности страдал желудочными спазмами. К тому времени, когда он стал рейхсфюрером СС, они усилились и стали хроническими. Обычная медицина не приносила значительных успехов.
Проведя диагностику, Керстен обнаружил, что Гиммлер страдает сильным расстройством нервной системы, но через несколько минут работы Керстена желудочные спазмы проходили.
Благодаря эффективности своей методики он приобрел авторитет в высших нацистских кругах (помимо Гиммлера его услугами пользовались такие деятели Третьего рейха, как рейхсляйтер Роберт Лей и министр иностранных дел Иоахим фон Риббентроп и др.).
Со временем Керстен стал для Генриха Гиммлера не только личным врачом, но и (по его словам) своего рода исповедником, ввиду чего Керстен имел определённое влияние на Гиммлера.
Одной из многих тем, которую они обсуждали, была тема геноцида евреев, притом Керстен обладал таким влиянием на Гиммлера, что тому приходилось «расплачиваться» с ним еврейскими, голландскими, французскими жизнями.
В 1959 году во Франции вышел роман французского писателя Жозефа Кесселя "Les mains du miracle", в котором описана история взаимоотношений  Феликса Керстена и  его пациента Генриха Гиммлера. В 2024 году в России вышел русский перевод этого романа под названием "Целитель". 